# ライアン・モーズリー
ライアン・モーズリー（Ryan Moseley、1982年10月8日 ‐ ）は、バルバドス出身でオーストリア国籍の陸上競技選手。専門は短距離走。100mの自己ベストはオーストリア歴代2位の10秒18。2009年と2011年のヨーロッパ室内選手権男子の60mファイナリスト（8位）である。2008年にオーストリアの市民権を得た。

## 経歴
1982年にバルバドスのブリッジタウンで生まれ、2000年にエンジニアリングを勉強するためイギリスへ。イギリスの市民権を得ることが出来ず、オーストリア人の妻と結婚をして2008年にオーストリアの市民権を得た。
2010年6月4日にダイヤモンドリーグ・ビスレットゲームズの100m予選で10秒18（+1.2）の自己ベストをマークし、1988年にアンドレアス・ベルガーがマークしたオーストリア記録（10秒15）に0秒03差と迫った。

## 自己ベスト
記録欄の（　）内の数字は風速（m/s）で、+は追い風を意味する。
| 種目 | 記録          | 年月日                    | 場所            | 備考                |
| 屋外 | 屋外          | 屋外                      | 屋外            | 屋外                |
| ---- | ------------- | ------------------------- | --------------- | ------------------- |
| 100m | 10秒18 (+1.2) | 2010年6月4日              | オスロ          | オーストリア歴代2位 |
| 200m | 20秒83 (+1.1) | 2009年5月3日              | アーバイン      |                     |
| 室内 |               |                           |                 |                     |
| 50m  | 5秒78         | 2010年3月5日              | リエヴァン      |                     |
| 60m  | 6秒63         | 2009年3月7日 2009年2月3日 | トリノ ウィーン |                     |

## 主要大会成績
備考欄の記録は当時のもの
| 年   | 大会                                  | 場所           | 種目    | 結果    | 記録          | 備考       |
| ---- | ------------------------------------- | -------------- | ------- | ------- | ------------- | ---------- |
| 2009 | ヨーロッパ室内選手権 (en)             | トリノ         | 60m     | 8位     | 6秒69         |            |
| 2009 | 軍人世界選手権 (en)                   | ソフィア       | 100m    | 2位     | 10秒30 (-0.8) |            |
| 2009 | 軍人世界選手権 (en)                   | ソフィア       | 4x100mR | 予選    | 41秒00        |            |
| 2009 | 世界選手権                            | ベルリン       | 100m    | 1次予選 | 10秒58 (-0.8) |            |
| 2010 | 世界室内選手権                        | ドーハ         | 60m     | 準決勝  | 6秒71         |            |
| 2010 | ダイヤモンドリーグ ビスレットゲームズ | オスロ         | 100m    | 予選    | 10秒18 (+1.2) | 自己ベスト |
| 2010 | ヨーロッパ選手権                      | バルセロナ     | 100m    | 準決勝  | 10秒27 (-0.1) |            |
| 2010 | ヨーロッパ選手権                      | バルセロナ     | 200m    | 予選    | 21秒07 (0.0)  |            |
| 2010 | ダイヤモンドリーグ DNガラン           | ストックホルム | 100m    | 予選    | 10秒57 (-0.1) |            |
| 2011 | ヨーロッパ室内選手権 (en)             | パリ           | 60m     | 8位     | 6秒68         |            |